# Jurisdicción militar de España

Escudo de armas de la Jurisdicción militar de España.

En España, la jurisdicción militar es una parte integrante del Poder Judicial que administra la justicia militar en el ámbito de las Fuerzas Armadas y la Guardia Civil. Esta justicia que, como la civil, se administra en nombre del rey de España, comprende asuntos penales, disciplinarios y aquellas otras materias que, en garantía de algún derecho y dentro del ámbito estrictamente castrense, vengan determinadas por las leyes así como las que establezca la declaración de estado de sitio.
En la cúspide de la Administración militar de Justicia se encuentra el Tribunal Supremo, cuya Sala Quinta es el máximo orden jurisdiccional del país. La justicia militar es, además, dual, pues en función del contexto —guerra o paz—, tiene mayor o menores competencias.

## Antecedentes

### Consejo Supremo de Guerra
El Consejo de Guerra o Supremo Consejo de Guerra fue el órgano de la Monarquía española que desde el reinado de los Reyes Católicos hasta 1931 se encargó de todos los asuntos militares, incluyendo la justicia militar. Tuvo diversas interrupciones y cambios competenciales, existiendo entremedias el Tribunal Supremo de Guerra y Marina (1834-1869) o, paralelamente, el Consejo Supremo de Marina (1869-1878), que asumió sus competencias en el ámbito de la Armada.
Con el advenimiento de la Segunda República, el antiquísimo consejo fue suprimido definitivamente, integrando las funciones judiciales en el Tribunal Supremo, a través de la Sala de lo Militar, que por aquel entonces se correspondía con la Sala Sexta.

### Consejo Supremo de Justicia Militar
Tras la Guerra Civil e instaurada la dictadura de Francisco Franco, se instauró un nuevo Consejo Supremo a imagen y semejanza del antiguo Consejo Supremo de Guerra, que estuvo vigente hasta la reforma de la jurisdicción militar de finales de los años 1980.

## Organización actual
La regulación establecida por la Constitución de 1978 propugna la unidad jurisdiccional como «base de la organización y funcionamiento de los Tribunales», al tiempo que reconoce las particularidades de la jurisdicción militar al permitir al legislador regular por separado la jurisdicción militar (art. 117.5).
En función de este precepto, a finales de la década de 1980 las Cortes Generales aprobaron la Ley Orgánica 4/1987, de 15 de julio, de la Competencia y Organización de la Jurisdicción Militar, que establece la actual administración militar de Justicia.

### Sala de lo Militar del Tribunal Supremo
A imagen y semejanza de la regulación de la Segunda República, la Ley 4/1987 reinstauró la Sala de lo Militar del Tribunal Supremo, ahora correspondiéndose con la Sala Quinta, que supone su máxima jurisdicción y, por lo tanto, correspondiéndole al Tribunal Supremo la unidad jurisdiccional tanto de la justicia civil como de la militar.

#### Funciones
Corresponde a esta Sala conocer:
1. De los recursos de casación y revisión que establezca la Ley, contra las resoluciones del Tribunal Militar Central y de los Tribunales Militares Territoriales.
2. De la instrucción y enjuiciamiento en única instancia de los procedimientos por delitos y faltas no disciplinarias, que sean de la competencia de la Jurisdicción Militar, contra los capitanes generales, generales de Ejército, almirantes generales y generales del Aire, tenientes generales y almirantes cualquiera que sea su situación militar, miembros del Tribunal Militar Central, fiscal togado, fiscales de la Sala de lo Militar del Tribunal Supremo y fiscal del Tribunal Militar Central.
3. De los incidentes de recusación contra uno o dos magistrados de la Sala o contra más de dos miembros de la Sala de Justicia del Tribunal Militar Central.
4. De los recursos contra las resoluciones dictadas por el magistrado instructor a que hace referencia el artículo 30, en los casos en que determine la Ley procesal.
5. De los recursos jurisdiccionales en materia disciplinaria militar que procedan contra las sanciones impuestas o reformadas por el ministro de Defensa, o impuestas, confirmadas o reformadas por la Sala de Gobierno del Tribunal Militar Central.
6. De los recursos jurisdiccionales contra las sanciones disciplinarias judiciales impuestas a quienes ejerzan funciones judiciales, fiscales o Secretarías Relatorías, y no pertenezcan a la propia Sala.
7. De los recursos de apelación en materia de conflictos jurisdiccionales que admita su ley reguladora contra las resoluciones en primera instancia del Tribunal Militar Central.
8. De las pretensiones de declaración de error de los órganos de la jurisdicción militar a los efectos de responsabilidad patrimonial del Estado, salvo lo que concierna a la Sala del artículo 61.

#### Composición
La Sala de lo Militar del Tribunal Supremo está integrada por un presidente y siete magistrados. Cuatro de los ocho miembros de la Sala procederán de la Carrera Judicial y los otros cuatro del Cuerpo Jurídico Militar. Asimismo, el Ministerio Fiscal cuenta con una Fiscalía Togada ante esta Sala.

### Tribunal Militar Central
Con competencia sobre todo el territorio nacional y sede en Madrid, existe el Tribunal Militar Central. Posee dos salas —Sala de Justicia y Sala de Gobierno— y se encarga de resolver aquellos asuntos de gran relevancia que abarcan el ámbito nacional. Asimismo, entiende de los recursos contra las resoluciones de los órganos militares inferiores.
Se compone de un auditor presidente, que lo será un general consejero togado, cuatro vocales togados, que serán generales auditores, y un número indeterminado de vocales militares.

#### Competencias
El Tribunal Militar Central conoce:
1. De los procedimientos que siendo de la competencia de la Jurisdicción Militar y no estando atribuidos a la Sala de lo Militar del Tribunal Supremo, se instruyan por delito cometido en cualquier lugar del territorio nacional, o fuera de éste, cuando los inculpados, o el más caracterizado, siendo varios en un mismo procedimiento, ostenten alguna de las siguientes cualidades o circunstancias:
  1. Militares con empleo igual o superior a comandante o capitán de corbeta y sus asimilados cualquiera que sea su situación militar siempre que no hubieran sido condenados a pérdida de empleo o sancionados con separación del servicio.
  2. Poseedores de la Cruz Laureada de San Fernando con carácter individual
  3. Autoridades y funcionarios civiles, de todo orden, que no teniendo fuero personal reservado al Tribunal Supremo gozasen de aforamiento personal especial en la jurisdicción ordinaria.
  4. Auditor-presidente y vocales de los Tribunales Territoriales, jueces togados militares, fiscales y secretarios relatores, todos ellos en el ejercicio de las funciones que esta Ley les confiere.
  5. Otras personas respecto de las que así lo establezcan normas con rango de Ley.
2. De los incidentes de recusación de uno o dos miembros del Tribunal Militar Central, jueces togados centrales y contra todos o la mayor parte de los miembros de los Tribunales Militares Territoriales.
3. De los recursos que procedan contra las resoluciones dictadas por los jueces togados centrales.
4. De las apelaciones contra las sentencias dictadas por los jueces togados centrales en procedimientos por falta común.
5. De los recursos de apelación en materia de conflictos jurisdiccionales que admita su ley reguladora contra las resoluciones en primera instancia de los Tribunales Militares Territoriales.
6. De las cuestiones de competencia suscitadas entre Tribunales Militares Territoriales, entre Juzgados Togados Militares pertenecientes a distinto territorio o entre aquellos y estos.
7. De los recursos jurisdiccionales en materia disciplinaria militar que procedan contra las sanciones impuestas o reformadas por el Jefe de Estado Mayor de la Defensa, jefes de Estado Mayor de cada Ejército, subsecretario de Defensa, director general de la Guardia Civil y Oficiales Generales.

### Tribunales Militares Territoriales

División regional de España a efectos jurisdiccionales militares.

De acuerdo con la Ley 44/1998, de 15 de diciembre, de Planta y Organización Territorial de la Jurisdicción Militar, España se divide en cinco territorios, cada uno encabezado por un Tribunal Militar Territorial. Estos territorios son:
- Territorio primero: comprende las comunidades autónomas de Castilla-La Mancha, de Extremadura, de la Región de Murcia, de Madrid y Valenciana.
- Territorio segundo: comprende la comunidad autónoma de Andalucía y las ciudades de Ceuta y Melilla.
- Territorio tercero: comprende las comunidades autónomas de Cataluña, de Aragón, de las Islas Baleares y la Comunidad Foral de Navarra.
- Territorio cuarto: comprende las comunidades autónomas de Galicia, del Principado de Asturias, de Castilla y León, de Cantabria, del País Vasco y de La Rioja.
- Territorio quinto: comprende la comunidad autónoma de Canarias.

#### Competencias
Dentro de su territorio, estos tribunales son responsables de:
1. De los procedimientos por delito de la competencia de la jurisdicción militar cometidos en su territorio y no reservados a la Sala de lo Militar del Tribunal Supremo ni al Tribunal Militar Central.
2. De los incidentes de recusación de uno o dos miembros del propio Tribunal y jueces togados militares de su territorio.
3. De los recursos que procedan contra las resoluciones dictadas por los jueces togados militares de su territorio.
4. De los recursos de apelación contra las sentencias de los jueces togados de su territorio, en procedimientos por falta común de la competencia de la jurisdicción militar.
5. De las cuestiones de competencia entre los jueces togados de su territorio.
6. De los recursos jurisdiccionales que procedan, en materia disciplinaria militar, por sanciones impuestas por los mandos militares y que no sean de la competencia de la Sala de lo Militar del Tribunal Supremo ni del Tribunal Militar Central.

### Juzgados Togados Militares
Es el nivel inferior de la justicia militar, y actúan como juzgados de instrucción. Existen dos tipos: Centrales y Territoriales.

#### Juzgados Togados Militares Centrales
Ubicados en la sede del Tribunal Militar Central existirán dos o más Juzgados Togados Militares Centrales con competencia en todo el territorio nacional, competentes para:
1. La instrucción de los procedimientos penales militares cuyo conocimiento corresponda al Tribunal Militar Central.
2. La instrucción y fallo de los procedimientos por falta común que se atribuyan a la jurisdicción militar seguidos contra las personas con fuero ante el Tribunal Militar Central.
3. La práctica de las diligencias que otro órgano jurisdiccional le encomiende.

#### Juzgados Togados Militares Territoriales
Ubicados allí donde establece la Ley 44/1998, de 15 de diciembre, de Planta y Organización Territorial de la Jurisdicción Militar, estos juzgados se encargan de:
1. La instrucción de los procedimientos penales militares por hechos ocurridos en la demarcación de su competencia y cuyo conocimiento corresponda al respectivo Tribunal Militar Territorial.
2. La instrucción y fallo de los procedimientos por falta común que se atribuyan a la jurisdicción militar seguidos contra las personas con fuero ante el Tribunal Militar Territorial a cuyo territorio pertenezcan.
3. El conocimiento de la solicitud de habeas corpus con arreglo a lo dispuesto en el artículo 2.º de su Ley Orgánica reguladora.
4. La vigilancia judicial penitenciaria en relación con los establecimientos penitenciarios militares y sus internos.
5. La práctica de las diligencias que otro órgano jurisdiccional les encomiende.
6. Las actuaciones a prevención y prórrogas de jurisdicción que determine la legislación procesal militar.
7. Las funciones que se les encomienden por otras leyes.

### Otros órganos judiciales militares
Además del sistema ordinario de justicia, existen también órganos jurisdiccionales que acompañan al personal de las Fuerzas Armadas en sus misiones internacionales. Se trata de jueces togados militares que instruyen aquellas faltas o delitos cometidas en el exterior por los militares españoles, que luego son juzgados en España por el tribunal que corresponda.